# Ohio
Ohio este un stat component al Statelor Unite ale Americii, având capitala în orașul Columbus.  A devenit stat al Uniunii la 1 martie 1803 fiind cel de-al șaptesprezecelea stat al acesteia după data intrării sale în Uniune.  Considerat istoric ca făcând parte din regiunea cunoscută sub numele de Midwest, Ohio este o intersecție geografică, culturală și multi-regională, având elemente ceea ce fac regiunile numite Midwest, Northeast, Appalachia și South tipice.

## Demografie

### 2010
Populația totală a statului în 2010: 11,536,504
Structura rasială în conformitate cu recensământul din 2010:
- 82.7% Albi (9,539,437)
- 12.2% Afroamericani (1,407,681)
- 0.2% Americani Nativi (25,292)
- 1.7% Asiatici (192,233)
- 0.0% Hawaieni Nativi sau locuitori ai Insulelor Pacificului (4,066)
- 2.1% Două sau mai multe rase (237,765)
- 1.1% Altă rasă (130,030)
- 3.1% Hispanici sau Latino (de orice rasă) (354,674)

### Religia
În anul 2014 graficul religilor din statul Ohio arăta așa
- 53% Protestanți
- 18% Catolici
- 22% fară religie
- 1% Mormoni
- 1% Martorii lui Iehova
- 1% Evrei
- 1% Musulmani
- 1% Budiști
- 2% alta religie

## Educație

### Universități și colegii
- 13 universități de stat
  1. Bowling Green State University (Bowling Green)
  2. Central State University (Wilberforce)
  3. Cleveland State University (Cleveland)
  4. Kent State University (Kent)
  5. Miami University (Oxford)
  6. The Ohio State University (Columbus)
  7. Ohio University (Athens)
  8. Shawnee State University (Portsmouth)
  9. University of Akron (Akron)
  10. University of Cincinnati (Cincinnati)
  11. University of Toledo (Toledo)
  12. Wright State University (Dayton/Fairborn)
  13. Youngstown State University (Youngstown)

- 46 de colegii și universități private
- 24 sucursale universitare de stat și campusuri regionale

- 6 școli medicale aflate în asistență medicală de stat

1. Boonshoft School of Medicine
2. Heritage College of Osteopathic Medicine, Ohio University
3. Northeast Ohio Medical University
4. The Ohio State University College of Medicine and Public Health
5. University of Cincinnati College of Medicine
6. University of Toledo College of Medicine

- 15 colegii comunitare
- 8 colegii technice
- 24 de colegii independente non-profit